# David Gerber
Pour les articles homonymes, voir Gerber.
David Gerber, né le 25 juillet 1923 à Brooklyn (New York) et mort le 2 janvier 2010 à Los Angeles, est un producteur de télévision américain.

## Biographie

### Carrière
Parmi ses nombreuses productions, on peut citer Police Story, Sergent Anderson ou Sam Cade.

## Filmographie sélective
- 1968-1970 : Madame et son fantôme (série télévisée)
- 1970-1971 : Nanny et le professeur (série télévisée)
- 1971 : L'Autobus à impériale (série télévisée)
- 1971-1972 : Sam Cade (série télévisée)
- 1973-1978 : Police Story (série télévisée)
- 1974 : Vivre libre (série télévisée)
- 1974-1978 : Sergent Anderson (série télévisée)
- 1975-1976 : Joe Forrester (série télévisée)
- 1976 : Sur la piste des Cheyennes (série télévisée)
- 1978 : To Kill a Cop de Gary Nelson (téléfilm)
- 1979 : Pleasure Cove de Bruce Bilson (téléfilm) (producteur délégué)
- 1980 : Il était une fois un espion (Once Upon a Spy) (téléfilm) (producteur délégué)
- 1984 : Jessie (série télévisée)
- 1985-1986 : Lady Blue (série télévisée)
- 1996-1998 : Les Aventures de Sinbad (série télévisée)